# Varga Rita
Varga Rita (Budapest, 1961. május 19. – Budapest, 2018. október 10.) magyar színésznő, énekesnő, előadóművész.

## Életpályája
Édesapja Varga Tibor színész, édesanyja Vitai Ildikó gitáros, énekes, előadóművész. Szülei elváltak, édesanyja nevelte.
Gyerekszínészként kezdte, különböző irodalmi műsorokban megzenésített verseket énekelt édesanyjával. Óvónői szakközépiskolában érettségizett.1981-től a Rock Színház színésznője volt. 1991-től Salzburgban vendégszerepelt. 1998-tól szabadfoglalkozásúként tevékenykedett.

## Fontosabb színházi szerepeiből
- Leonard Bernstein: West Side Story... Maria; Teresita
- Galt MacDermot – Gerome Ragni – James Rado: Hair... Susanna
- Szakcsi Lakatos Béla – Csemer Géza: A bestia... Csota; Eurália; Dorica
- Várkonyi Mátyás – Oscar Wilde – Ács János: Dorian Gray... Kékharisnya
- Victor Hugo: Nyomorultak... Cosette
- Várkonyi Mátyás – Miklós Tibor: Sztárcsinálók... Octavia; Bővérű nővérek
- Várkonyi Mátyás: A bábjátékos... egy báb
- Andrew Lloyd Webber – Tim Rice: Jézus Krisztus szupersztár... girl

## Filmek, tv
- Cimbora (irodalmi gyermekműsor)

## Discográfia
- Mesebeli Madár (LP, Album)	Hungaroton	SLPX 13873	(1980)
- Kóc, Kóc, Csupa Kóc (Versek, Dalok Gyerekeknek) (LP, Album)	Hungaroton	SLPX 13952	(1984)